# Premio al mejor Baloncestista Masculino del Año de la Mountain West Conference
El Premio al mejor Baloncestista Masculino del Año de la Mountain West Conference (en inglés, Mountain West Conference Men's Basketball Player of the Year) es un galardón que otorga la Mountain West Conference al jugador de baloncesto masculino más destacado del año. El premio fue entregado por primera vez en la temporada 1999–00, la primera de existencia de la conferencia. Ningún jugador ha recibido el galardón más de una vez y ha habido dos temporadas con doble ganador. Andrew Bogut de Utah ganó la mayoría de los premios al mejor jugador nacional, como los premios Naismith y Wooden, en 2005.
Brigham Young, San Diego State y New Mexico son las universidades con más ganadores con cinco, seguida de Utah con cuatro. De los miembros originales de la MWC, UNLV son los únicos sin ganadores. A pesar de que Texas Christian University (TCU) tampoco cuenta con ningún vencedor del premio, la universidad no se unió a la conferencia hasta 2005.

## Ganadores

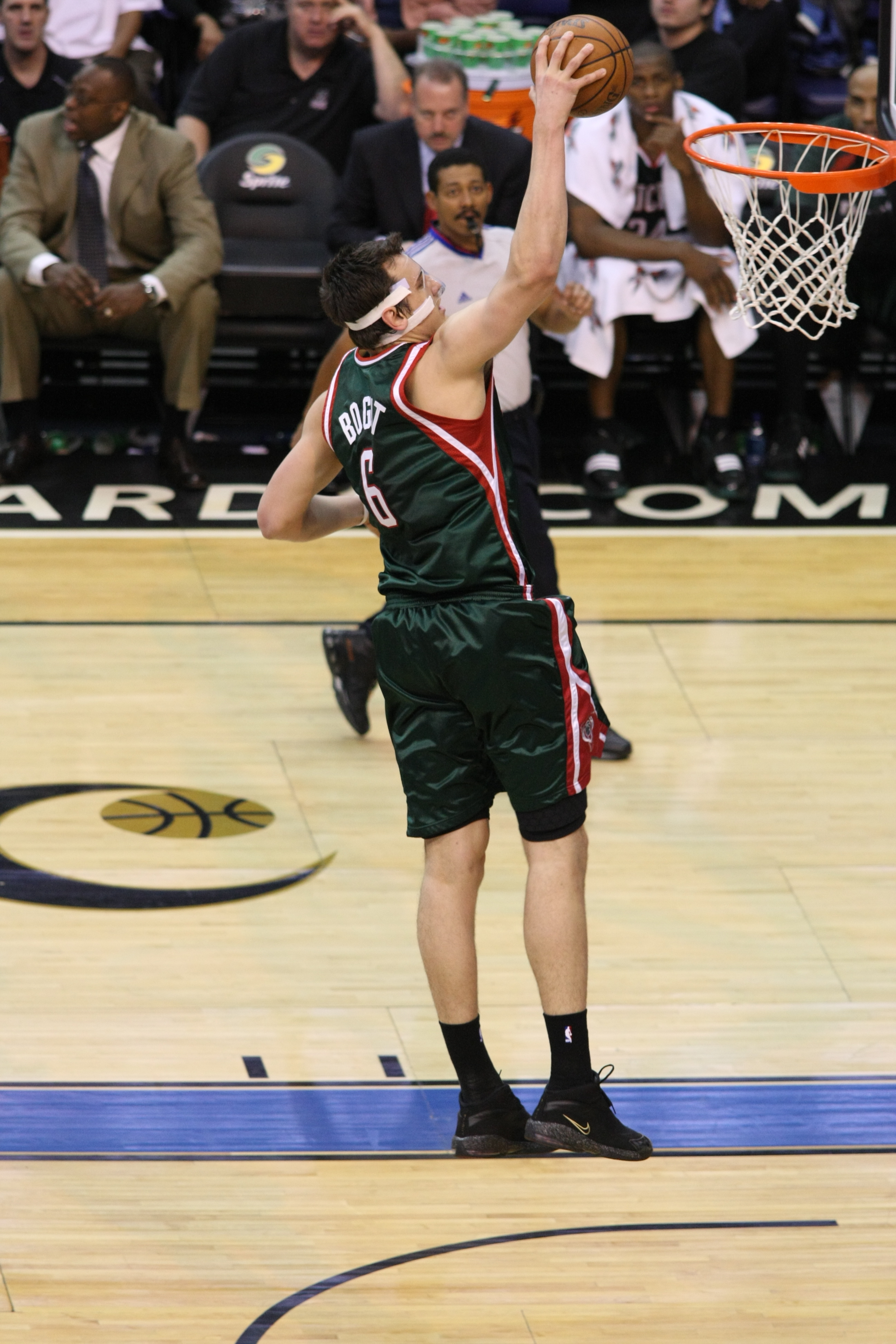
Andrew Bogut ganó el premio en 2005 con Utah.

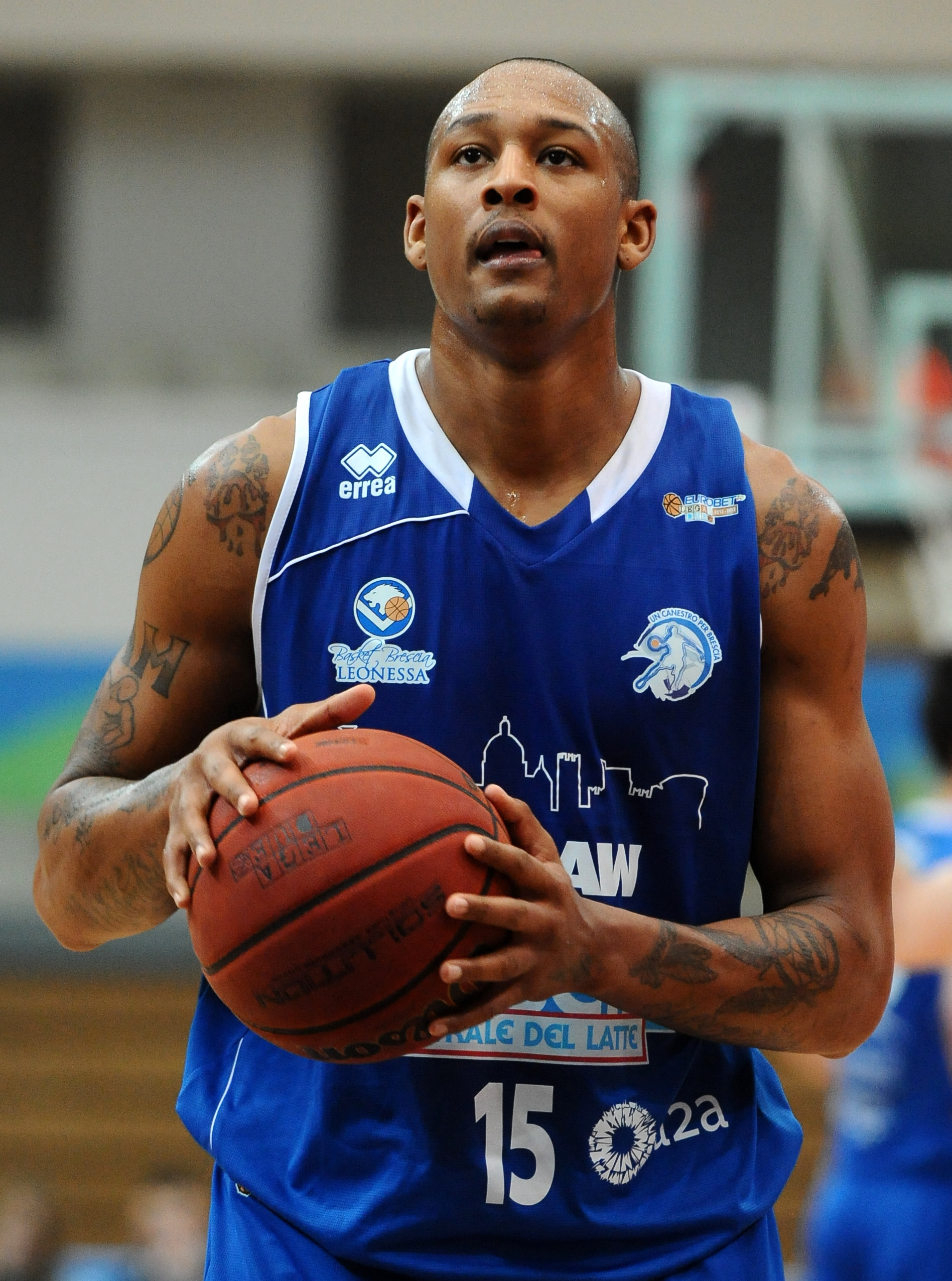
J.R. Giddens ganó el premio en 2008 con New Mexico.

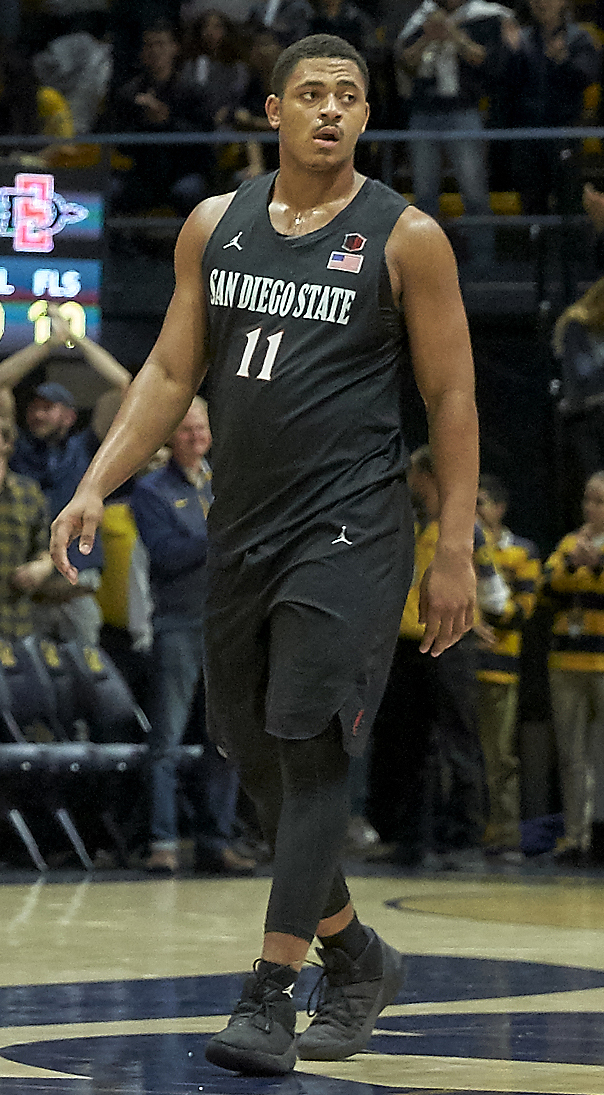
Matt Mitchell ganó el premio en 2021 con San Diego State.

| †           | Co-Jugadores del Año                                                                                                |
| *           | Ganador del premio al mejor universitario del año: el Naismith College Player of the Year o el John R. Wooden Award |
| Jugador (X) | Denota el número de veces que ha conseguido el galardón                                                             |

| Temporada | Jugador          | Universidad     | Posición        | Curso     | Referencia |
| --------- | ---------------- | --------------- | --------------- | --------- | ---------- |
| 1999–00   | Alex Jensen      | Utah            | Alero           | Senior    |            |
| 2000–01   | Mekeli Wesley    | Brigham Young   | Alero           | Senior    |            |
| 2001–02   | Britton Johnsen  | Utah            | Alero           | Junior    |            |
| 2002–03   | Ruben Douglas    | New Mexico      | Base/Escolta    | Senior    |            |
| 2003–04†  | Rafael Araújo    | Brigham Young   | Pívot           | Senior    |            |
| 2003–04†  | Nick Welch       | Air Force       | Pívot           | Sophomore |            |
| 2004–05   | Andrew Bogut*    | Utah            | Ala-Pívot/Pívot | Sophomore |            |
| 2005–06   | Brandon Heath    | San Diego State | Escolta         | Junior    |            |
| 2006–07   | Keena Young      | Brigham Young   | Base/Escolta    | Senior    |            |
| 2007–08†  | Lee Cummard      | Brigham Young   | Alero           | Junior    |            |
| 2007–08†  | J. R. Giddens    | New Mexico      | Escolta         | Senior    |            |
| 2008–09   | Luke Nevill      | Utah            | Pívot           | Senior    |            |
| 2009–10   | Darington Hobson | New Mexico      | Alero           | Junior    |            |
| 2010–11   | Jimmer Fredette  | Brigham Young   | Base            | Senior    |            |
| 2011–12   | Jamaal Franklin  | San Diego State | Escolta         | Sophomore |            |
| 2012–13   | Kendall Williams | New Mexico      | Escolta         | Junior    |            |
| 2013–14   | Xavier Thames    | San Diego State | Escolta         | Senior    |            |
| 2014–15   | Derrick Marks    | Boise State     | Escolta         | Senior    |            |
| 2015–16   | Josh Adams       | Wyoming         | Base            | Senior    | [ 1 ]      |
| 2016–17   | Gian Clavell     | Colorado State  | Escolta         | Senior    | [ 2 ]      |
| 2017–18   | Caleb Martin     | Nevada          | Alero           | Junior    | [ 3 ]      |
| 2018–19   | Sam Merrill      | Utah State      | Base            | Junior    | [ 4 ]      |
| 2019–20   | Malachi Flynn    | San Diego State | Base            | Junior    | [ 5 ]      |
| 2020–21   | Matt Mitchell    | San Diego State | Alero           | Senior    | [ 6 ]      |
| 2021–22   | David Roddy      | Colorado State  | Alero           | Junior    | [ 7 ]      |
| 2022–23   | Omari Moore      | San Jose State  | Base/Escolta    | Senior    | [ 8 ]      |
| 2023–24   | Great Osobor     | Utah State      | Ala-Pívot       | Junior    | [ 9 ]      |
| 2024–25   | Donovan Dent     | New Mexico      | Base            | Junior    | [ 10 ]     |

## Ganadores por universidad
| Universidad (en MWC desde)   | Premios | Años                           |
| ---------------------------- | ------- | ------------------------------ |
| Brigham Young (1999)         | 5       | 2001, 2004†, 2007, 2008†, 2011 |
| San Diego State (1999)       | 5       | 2006, 2012, 2014, 2020, 2021   |
| New Mexico (1999)            | 5       | 2003, 2008†, 2010, 2013, 2025  |
| Utah (1999)                  | 4       | 2000, 2002, 2005, 2009         |
| Colorado State (1999)        | 2       | 2017, 2022                     |
| Utah State (2013)            | 2       | 2019, 12024                    |
| San Jose State (2013)        | 1       | 2023                           |
| Nevada (2012)                | 1       | 2019                           |
| Wyoming (1999)               | 1       | 2016                           |
| Air Force (1999)             | 1       | 2004†                          |
| Boise State (2011)           | 1       | 2015                           |
| Fresno State (2012)          | 0       | —                              |
| Texas Christian (TCU) (2005) | 0       | —                              |
| UNLV (1999)                  | 0       | —                              |

Notas
1. ↑  BYU abandonó la conferencia en 2011 y en la actualidad es miembro de la West Coast Conference.
2. ↑  Utah abandonó la conferencia en 2011 y en la actualidad es miembro de la Pacific-12 Conference.
3. ↑  TCU abandonó la conferencia en 2012 y en la actualidad es miembro de la Big 12 Conference.